# Záboj Horák
Záboj Horák (* 5. března 1975 Praha) je český právník a vysokoškolský učitel; odborně se věnuje zejména církevnímu kanonickému právu, konfesnímu právu a právním dějinám.

## Život
Narodil se v rodině chirurga Ivana Horáka (1938–2007). Jeho prapraděd, docent lékařské fakulty v Praze Jan Špott (1813–1888), byl zakladatelem české balneologie. Jeho praděd Josef Schrötter byl předsedou správní rady České grafické unie a náměstkem primátora královského hlavního města Prahy. Jeho dědeček JUDr. Jiří Horák byl v letech 1931–1933 starostou Spolku československých právníků Všehrd. Studoval na Právnické fakultě Univerzity Karlovy v Praze, Vestfálské Vilémově univerzitě v Münsteru a Katolické univerzitě Jana Pavla II. v Lublinu. Absolvoval dvě stáže ve Washingtonu, DC a jednu ve Vídni.
Od roku 2002 pracoval jako odborný asistent a od roku 2012 pracuje jako docent na Katedře právních dějin Právnické fakulty Univerzity Karlovy v Praze. V letech 2002–2005 vyučoval na Evangelické teologické fakultě Univerzity Karlovy/Institutu ekumenických studií jako externista církevní právo a konfesní právo. V letech 2002–2013 vedl semináře z římského práva na Právnické fakultě Univerzity Karlovy.
Je místopředsedou Společnosti pro církevní právo, zástupcem šéfredaktora recenzovaného odborného časopisu Revue církevního práva, který vychází čtyřikrát ročně a je součástí citační databáze Web of Science. Je řádným členem Evropského konsorcia pro výzkum vztahu církve a státu, zastupujícím Českou republiku, ICLARS (International Consortium for Law and Religion Studies) a Consociatio internationalis studio iuris canonici promovendo. Pravidelně se účastní každoroční konference Essener Gespräche zum Thema Staat und Kirche. Je členem redakčních a programových rad polských časopisů Kościół i Prawo, Edukacja Prawnicza, Studia z Prawa Wyznaniowego a Biuletyn Stowarzyszenia Kanonistów Polskich.
V akademickém roce 2021/2022 vyučuje na Právnické fakultě UK Církevní právo, Manželské a procesní právo církevní, Správní a majetkové právo církevní, Právní dějiny církví, Konfesní právo, dva obory právních dějin zemí Afriky, jižní Asie, Oceánie a Latinské Ameriky a vede vědecké semináře Právo a Bible a Vědecký seminář z církevního a konfesního práva. Má přednášky v oboru Vývoj velkých právních systémů. Přednáší anglicky v předmětu Czech Legal History v rámci programu Erasmus na Právnické fakultě UK.
Byl dlouholetým aktivním členem sportovního oddílu Judo Sparta Praha a reprezentoval jako žák svůj oddíl v zahraničí.

## Z publikační činnosti
- Horák, Z.: Církve a české školství. Právní zajištění působení církví a náboženských společností ve školství na území českých zemí od roku 1918 do současnosti. Praha, Grada, 2011.
- Tretera J. R. a Horák, Z.: Slovník církevního práva. Praha, Grada, 2011.
- Horák, Z.: Církve a školství. Vybrané dokumenty ke studiu českého konfesního práva. Praha, Univerzita Karlova v Praze – Právnická fakulta, 2012.
- Tretera J. R. a Horák, Z.: Religion and Law in the Czech Republic. Alphen aan den Rijn, Wolters Kluwer, 1. vydání 2014, 2. vydání 2017.
- Tretera J. R. a Horák, Z.: Konfesní právo. Praha, Leges, 2015.
- Horák, Z.: Religion and the Secular State in the Czech Republic. In: Religion and the Secular State. National Reports, Reports issued for the occasion of XVIIIth Congress of the International Academy of Comparative Law. Madrid, 2015, s. 234–247
- Tretera J. R. a Horák, Z.: Církevní právo. Praha, Leges, 2016.
- Tretera J. R. a Horák, Z.: Právní dějiny církví. Praha, Leges, 2019.
- Horák, Z. a Skřejpková, P. (eds.): Pocta Jiřímu Rajmundu Treterovi. Praha, Leges, 2020.
- Tretera J. R. a Horák, Z.: Církevní právo. 2. přepracované a doplněné vydání, Praha, Leges, 2021.